# Ivan Sol·lertinski
Ivan Ivànovitx Sol·lertinski (en rus Иван Иванович Соллертинский) (3 de desembre de 1902, Vítebsk - 11 de febrer de 1944, Novossibirsk) fou un polímata rus de la Unió Soviètica. El seu pare, Ivan Ivànovitx Sol·lertinski, provenia d'una família de sacerdots de l'església ortodoxa russa i serví com a jutge, com a conseller i com a senador. La seva mare era Ekaterina Iosifovna Bobaxinskaia, la família de la qual pertanyia a una branca de la noblesa szlachta de la Casa d'Armes Sas.
Sol·lertinski fou un expert en teatre en llengua romanç, però fou més conegut per la seva carrera musical. Fou professor del Conservatori de Leningrad, així com director artístic de la Filharmònica de Leningrad, un destacat crític musical i conferenciant. Amb aquestes capacitats va ser un actiu promotor de la música de Mahler a la Unió Soviètica. Sol·lertinski també s'interessà pel ballet i n'escrigué molt durant la dècada de 1930. Segons els seus contemporanis - sobretot el famós Irakli Andrónikov - tenia una memòria fenomenal, parlava 26 llengües i 100 dialectes.
Ben aviat conegué Mikhaïl Bakhtín i participà en les seves reunions filosòfiques. El 1927 esdevingué gran amic de Dmitri Xostakóvitx. I el 1936, arran de la primera denúncia que patí Xostakóvitx, Sol·lertinski s'anomenà "el trobador del formalisme" per Pravda. Xostakóvitx dedicà la seva obra Segon trio per a piano op. 67 (començada el 1943) a la memòria de Sol·lertinski que morí pocs mesos després a Novossibirsk durant una evacuació d'emergència.
En els seus viatges a l'Europa occidental Sol·lertinski obtingué partitures dels compositors de l'Europa occidental, inclosos Ernst Krenek i Kurt Weill. Segons explicà, rebé una còpia de la Desena Simfonia de Gustav Mahler, de part de l'Alma Mahler, vídua del compositor, que Xostakóvitx considerà completa. Així, no és estrany que el primer ús que feu Xostakóvitx de la música klezmer la trobem en el tràgic final del Trio per a piano op. 67.